# Kartellsenat des Bundesgerichtshofs
Der Kartellsenat des Bundesgerichtshofs ist ein Spruchkörper des Bundesgerichtshofs und einer der sogenannten weiteren Senate.

## Errichtung
Der Kartellsenat wurde zum 1. Januar 1958 errichtet.

## Besetzung
Der Senat ist gegenwärtig wie folgt besetzt:
- Vorsitzende: Stefanie Roloff
- Stellvertretender Vorsitzender: Jan Tolkmitt[2]
- Beisitzer:
  - Hermann Deichfuß (außerdem und in erster Linie X. Zivilsenat)[3]
  - Ulrike Picker[4][5]
  - Angelika Allgayer (außerdem und in erster Linie XI. Zivilsenat)[3]
  - Carmen Vogt-Beheim[6]
  - Ulrike Holzinger[7]
  - Mathias Kochendörfer[8]
  - Ulrike Pastohr[9] (außerdem und in erster Linie VIa-Zivilsenat)

## Zuständigkeit
Der Kartellsenat entscheidet hauptsächlich über Rechtsmittel gegen Entscheidungen der Oberlandesgerichte im Bereich des Kartellrechts und des Energiewirtschaftsrechts. Rechtsgrundlage für seine Errichtung ist § 94 GWB. Weitere Zuständigkeiten des Kartellsenats ergeben sich aus § 107 EnWG und § 35 Abs. 5 S. 2 KSpG. Ferner sind dem Kartellsenat bürgerliche Rechtsstreitigkeiten zugewiesen, die sich aus § 33 KSpG sowie den aufgrund dieser Vorschrift erlassenen Rechtsverordnungen ergeben.
Der Kartellsenat gilt nach § 94 Abs. 2 GWB grundsätzlich als Zivilsenat im Sinne von § 132 GVG, es sei denn, er entscheidet über Bußgeldsachen; in diesem Fall gilt er als Strafsenat. Diese Unterscheidung ist erforderlich, um im Falle der Abweichung von der Rechtsprechung eines anderen Senates durch den Kartellsenat zu entscheiden, ob der Große Straf-, der Große Zivilsenat oder die Vereinigten Großen Senate anzurufen sind.

## Geschichte
Der Kartellsenat wurde mit Inkrafttreten des Gesetzes gegen Wettbewerbsbeschränkungen 1958 geschaffen. Seitdem übernahmen durchgehend die Präsidenten des Bundesgerichtshofs den Vorsitz. Als Beisitzer wurden vom Präsidium vorwiegend Richter bestimmt, die mit dem überwiegenden Teil ihrer Arbeitskraft in Senaten tätig waren, mit deren Arbeitsgebiet ein sachlicher Zusammenhang bestand (I. Zivilsenat: Recht des unlauteren Wettbewerbs, Urheberrecht und Markenrecht, II. Zivilsenat: Gesellschaftsrecht, X. Zivilsenat: Patentrecht und Vergaberecht, Mitglieder eines Strafsenats im Hinblick auf Kartellbußgeldsachen).
Im Hinblick auf den erheblichen Aufgabenzuwachs insbesondere durch die gesetzliche Zuständigkeit des Kartellsenats für Streitigkeiten aus dem Bereich der Regulierung der Strom- und Gasnetze wurde dieses tradierte Besetzungsmodell mit der Schaffung des XIII. Zivilsenats zum 1. September 2019 beendet, als Präsidentin Bettina Limperg erklärte, ihre Aufgaben als Senatsvorsitzende mit Ablauf des 31. August 2019 niederzulegen. Seither gehören die Mitglieder des Kartellsenat überwiegend nur noch diesem und dem XIII. Zivilsenat an, mit dem der Kartellsenat in weitgehender Personalunion verbunden ist. Vom 1. September 2019 bis zu dessen Eintritt in den Ruhestand zum 30. September 2021 wurde der Kartellsenat von Peter Meier-Beck, von Oktober 2021 bis zu dessen Pensionierung zum 31. März 2025 von Wolfgang Kirchhoff geleitet.